# Auxid
Auxid (Auxis rochei) är en fisk i familjen makrillfiskar som finns i de flesta av världens varmare hav.

## Utseende
Arten påminner om små tonfisksläktingar som bonit och tunnina, men den  främre ryggfenan är kort och sitter långt ifrån den bakre. Stjärtroten har 7 till 10 småfenor. Ryggen är blåaktig till mörkt rödblå med nästan svart huvud, den bakre delen med oregelbundna tvärstreck. Buken är vit. Som mest blir den 50 cm lång.

## Vanor
Auxiden är en stimbildande, pelagisk fisk som framför allt lever i kustnära vatten.. Den kan dock även gå längre ut till havs. Födan består av mindre fiskar, speciellt ansjovisfiskar, kräftdjur och bläckfisk.

## Taxonomi
Arten har två underarter:
- Auxis rochei rochei (Risso, 1810). Nominatunderarten.
- Auxis rochei eudorax Collette and Aadland, 1996. Återfinns i östra Stilla havet.[4]

## Utbredning
Arten finns i relativt kustnära områden i de flesta av världens varmare hav: Atlanten från Brittiska öarna till Västafrika och längs Amerikas kust från södra Kanada till mellersta Argentina; Indiska oceanen längs hela Östafrika och längs Sydasien till Australien och Nya Zeeland; Stilla havet från norra Japan söderut och längs östra Amerikas östkust från Kalifornien till norra Sydamerika.  Har påträffats i Norge, Sverige och Danmark.

## Kommersiell användning
Auxiden fiskas flitigt, framför allt i Stilla havet och Sydostasien samt, i mindre utsträckning, i Medelhavet. Spöfiske är vanligt, men även fångst med nät och dragrodd.